# Liste der National Natural Landmarks in Alabama
Dies ist eine Liste der National Natural Landmarks in Alabama. In Alabama gibt es sieben als National Natural Landmark ausgewiesene Objekte (Stand 2020). Sie wurden zwischen 1971 und 1987 begründet und umfassen Flächen zwischen etwa 0,8 Hektar und 748 Quadratkilometern.

## Liste
|   | Name                             | Bild | Eintragung | Ort                                       | County                         | Landbesitzer                            | Beschreibung |
| - | -------------------------------- | ---- | ---------- | ----------------------------------------- | ------------------------------ | --------------------------------------- | --- |
| 1 | Beaverdam Creek Swamp            |      | Mai 1974   | Madison 34° 37′ 30″ N, 86° 49′ 37″ W      | Limestone                      | Bund (Wheeler National Wildlife Refuge) | Ein Tupelobaum-Bruch in ungewöhnlicher Lage im Landesinneren. |
| 2 | Cathedral Caverns                |      | Juni 1972  | Grant 34° 34′ 24″ N, 86° 13′ 20″ W        | Jackson                        | Staat                                   | Eine 3.400 m lange Höhle, in der sich Goliath, ein 14 m langer Stalagmit, befindet. |
| 3 | Dismals Canyon                   |      | Mai 1974   | Hackleburg 34° 19′ 31″ N, 87° 46′ 54″ W   | Franklin                       | Privat                                  | Diese Sandsteinschlucht ist einer der wenigen Orte weltweit, an denen sich die Fliegen der Art Orfelia fultoni ansammeln. Ihr biolumineszentes Leuchten kann bei Nachtführungen in diesem 340.000 m² großen Naturreservat beobachtet werden. |
| 4 | Mobile Tensaw River Bottom Lands |      | Mai 1974   | Spanish Fort 30° 45′ 15″ N, 87° 56′ 32″ W | Baldwin, Mobile und Washington | gemischt: Bund, Staat und Privat        | Dieses 1.052 km² große Gebiet ist das zweitgrößte Flussdelta der USA und bietet eine große Vielfalt an Lebensräumen und Wildtieren. Der 320 km lange Bartam Canoe Trail führt durch das Delta.                                               |
| 5 | Newsome Sinks Karst Area         |      | Nov. 1973  | Union Hill 34° 26′ 27″ N, 86° 35′ 50″ W   | Morgan                         | Privat                                  | Ein von mehr als 40 Höhlen durchzogenes Gebiet mit über 15 km bekannten Gängen. |
| 6 | Red Mountain Expressway Cut      |      | Nov. 1987  | Birmingham 33° 29′ 44″ N, 86° 47′ 18″ W   | Jefferson                      | kommunal (City of Birmingham)           | Eine Schnellstraße, die zum Red Mountain Park gehört, durchschneidet den Red Mountain und bietet einen tiefen Einblick in die geologische Geschichte.                                                                                        |
| 7 | Shelta Cave                      |      | Okt. 1971  | Huntsville 34° 45′ 13″ N, 86° 36′ 38″ W   | Madison                        | Privat                                  | Diese Höhle war ein Tanzsaal, bevor sie Sitz der National Speleological Society wurde. Es gibt über neun Arten von höhlenbewohnenden Tieren, die hier erstmals entdeckt wurden.                                                              |